# 巴尔达曼
巴尔达曼（羅馬化：Bôrdhoman），又称布德万（英語：Burdwan），是印度西孟加拉邦东巴尔达曼县的一个城镇。总人口285871（2001年）。

## 人口
该地2001年总人口285871人，其中男性148824人，女性137047人；0—6岁人口26844人，其中男13643人，女13201人；识字率77.37%，其中男性为81.62%，女性为72.76%。